# Civilització tolteca
Els tolteques van ser un poble indígena mexicà que va dominar la regió central de Mèxic entre el segle x i el segle xii. La seva llengua, el nàhuatl, també era la llengua dels asteques.

## Etimologia
La cultura tolteca (/ ˈtɒltɛk /) és una cultura mesoamericana precolombina que governava un estat centrat a Tula, Hidalgo, Mèxic, al començament del període post-clàssic de la cronologia mesoamericana (ca. 900-1521 dC). La posterior cultura asteca va veure als toltecs com els seus predecessors intel·lectuals i culturals i va descriure la cultura tolteca que emanava de Tōllān [ˈtoːlːaːn] (en nàhuatl per Tula) com a epítoms de la civilització; en la llengua nàhuatl la paraula Tōltēcatl [toːlˈteːkat͡ɬ] (singular) o Tōltēcah [toːlˈteːkaʔ] (plural) va passar a prendre el significat "artesà". La tradició oral i pictogràfica asteca també va descriure la història d'un imperi tolteca, donant llistes de governants i les seves gestes.
Els estudiosos moderns debaten si les narracions asteques de la història tolteca haurien de tenir credibilitat com a descripcions dels fets històrics reals. Tot i que tots els estudiosos reconeixen que hi ha una gran part mitològica de la narració, alguns sostenen que, mitjançant un mètode comparatiu crític, es pot salvar de les fonts un cert nivell d'historicitat. Altres sostenen que l'anàlisi continuada de les narracions com a fonts de la història real és inútil i dificulta l'accés al coneixement real de la cultura de Tula d'Allende.
Altres controvèrsies relacionades amb els tolteques inclouen la qüestió de la millor manera d'entendre les raons de les similituds percebudes en arquitectura i iconografia entre el jaciment arqueològic de Tula i el jaciment maia de Chichén Itzá. Els investigadors encara no han arribat a un consens pel que fa al grau o direcció d'influència entre aquests dos llocs.

## Història
Originàriament, eren una tribu nòmada i guerrera, i es creu que els seus avantpassats van saquejar la ciutat de Teotihuacan el 750. Després es van establir al centre de Mèxic formant un imperi governat des de la ciutat de Tula (o Tollan), la capital de l'imperi. L'any 975 dC, els guerrers tolteques de Tula van viatjar a Veracruz, on van derrotar els maies i, posteriorment, s'establiren al Yucatán, a Chichen Itza, que prèviament havia estat un centre cerimonial maia; també es van establir a Mayapan el 987, i a Uxmal el 1007. La seua civilització va prevaler fins a l'any 1200 dC, quan va ser destruïda pels guerrers nòmades txitximeques.
Van tindre molt de talent per a construir temples. Llur influència es va estendre a tota Mesoamèrica durant l'era postclàssica. La influència tolteca sobre el poble maia del Yucatán va ser considerable, i es pot evidenciar a la ciutat de Chichen Itza. Alguns objectes de ceràmica tolteques s'han trobat fins i tot a Costa Rica. Els tolteques (o, uns diuen, una versió ficcionalitzada d'ells) s'han fet famosos a les dècades passades mitjançant l'escriptor Carlos Castañeda.
Alguns historiadors han suggerit que els tolteques van introduir el culte a Quetzalcóatl, la serp emplomallada, però d'altres suggereixen que n'existien símbols des dels temps dels olmeques. En la mitologia tolteca (i després en la mitologia asteca), Quetzalcóatl era el rival de Tezcatlipoca, el primer déu que va demanar sacrificis humans. Per tant, es creu que els tolteques van original la pràctica dels sacrificis humans comuns durant el període de l'Imperi asteca.
En els seus escrits, Miguel León Portilla explica que, segons la llegenda nahua, els tolteques van ser els originadors de totes les civilitzacions, i per tant, «tolteca» és sinònim d'artesà o artista. I el mot toltequitat volia dir el que avui anomenem alta cultura. Quan els asteques van reescriure la història, intentaren demostrar que estaven relacionats amb els tolteques, la qual cosa va provocar que la major part de la tradició dels tolteques sigui una llegenda difícil de provar. Les històries diuen que després de la caiguda de Tula, alguns tolteques es van establir a Cholula, la qual mai no va caure.
El 1941, un grup d'antropòlegs mexicans va designar la ciutat de Tula, a l'estat d'Hidalgo, com Tollan, la mítica capital dels tolteques, però altres antropòlegs, com Laurette Sejourne, van criticar la decisió, assenyalant que després de diverses etapes d'excavació no s'havia revelat una ciutat suficient per justificar la llegenda dels tolteques, i indicant que l'origen de Tollan i de la llegenda s'hauria d'ubicar a Teotihuacan, perquè el poble de Tula és un dels refugis dels supervivents de Teotihuacan.
Ara l'historiador mexicà Enrique Florescano, de l'Institut Mexicà de la Història, torna a reprendre aquesta interpretació, basant-se en la menció de textos maies anteriors a Tula, els quals es refereixen a Teotihuacan com a Tollan.

## Galeria d'imatges

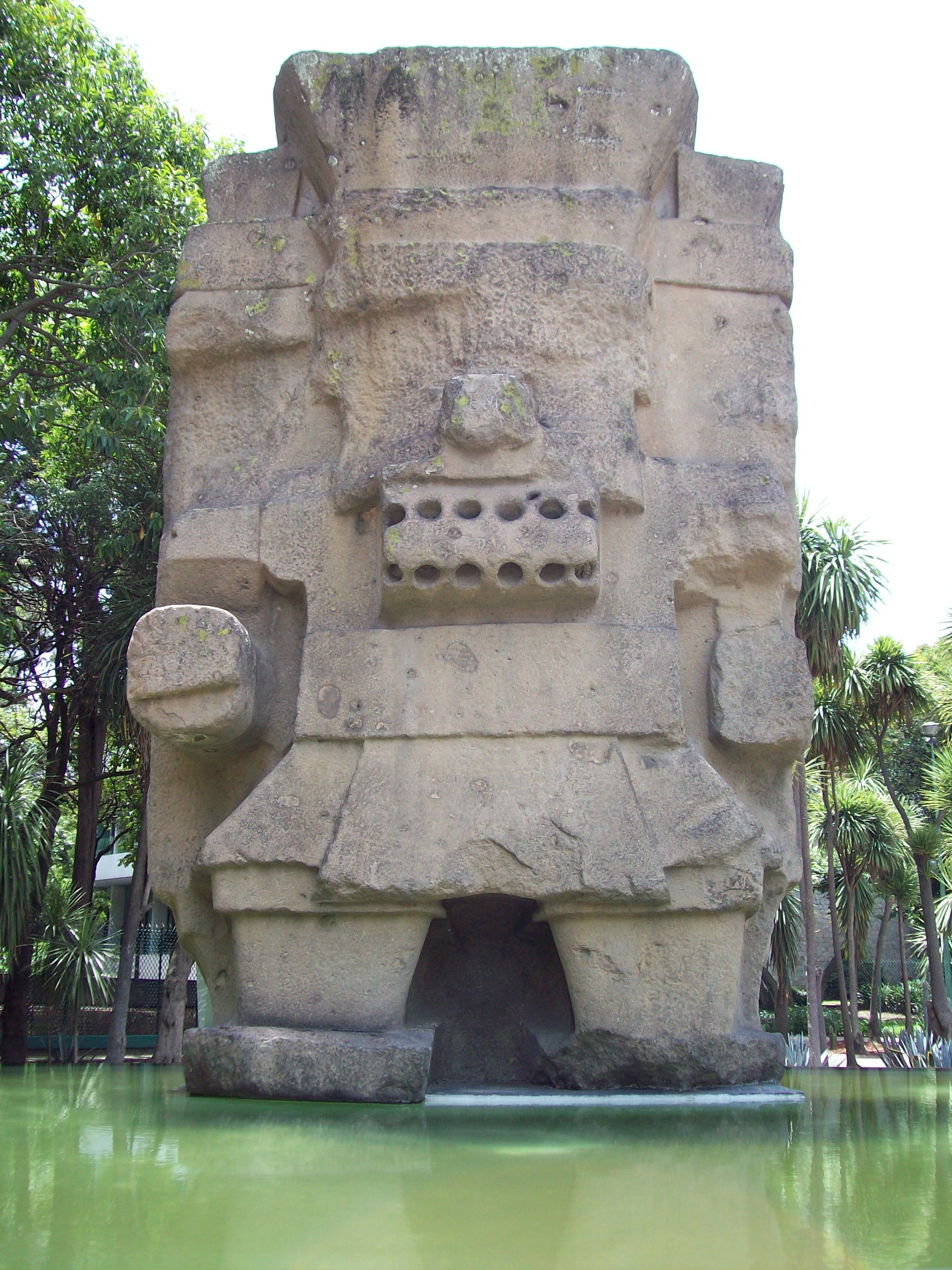
Tlàloc, déu nàhuatl de la pluja.
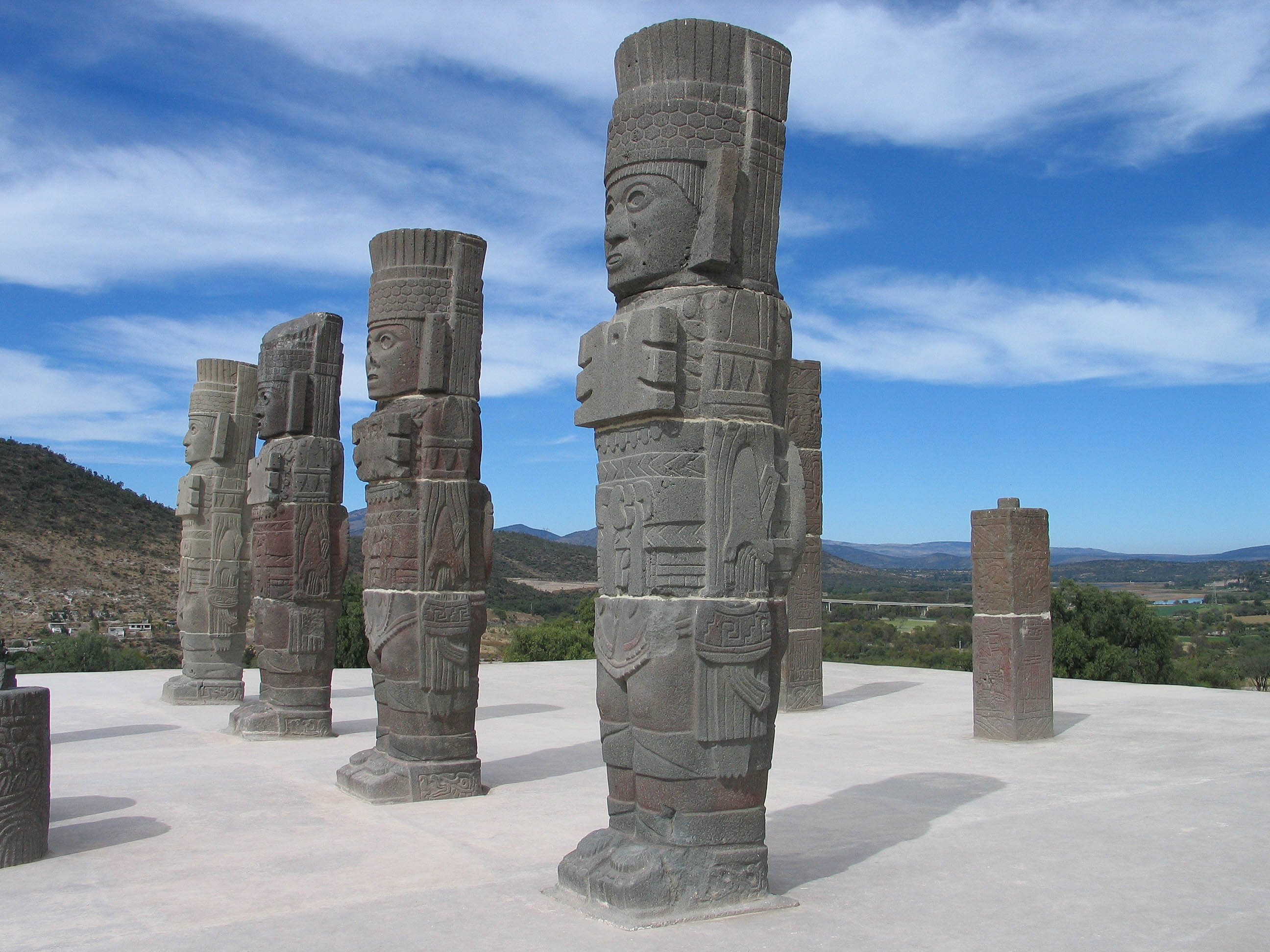
Guerrers tolteques representats per les famoses estàtues dels atlants de Tula.
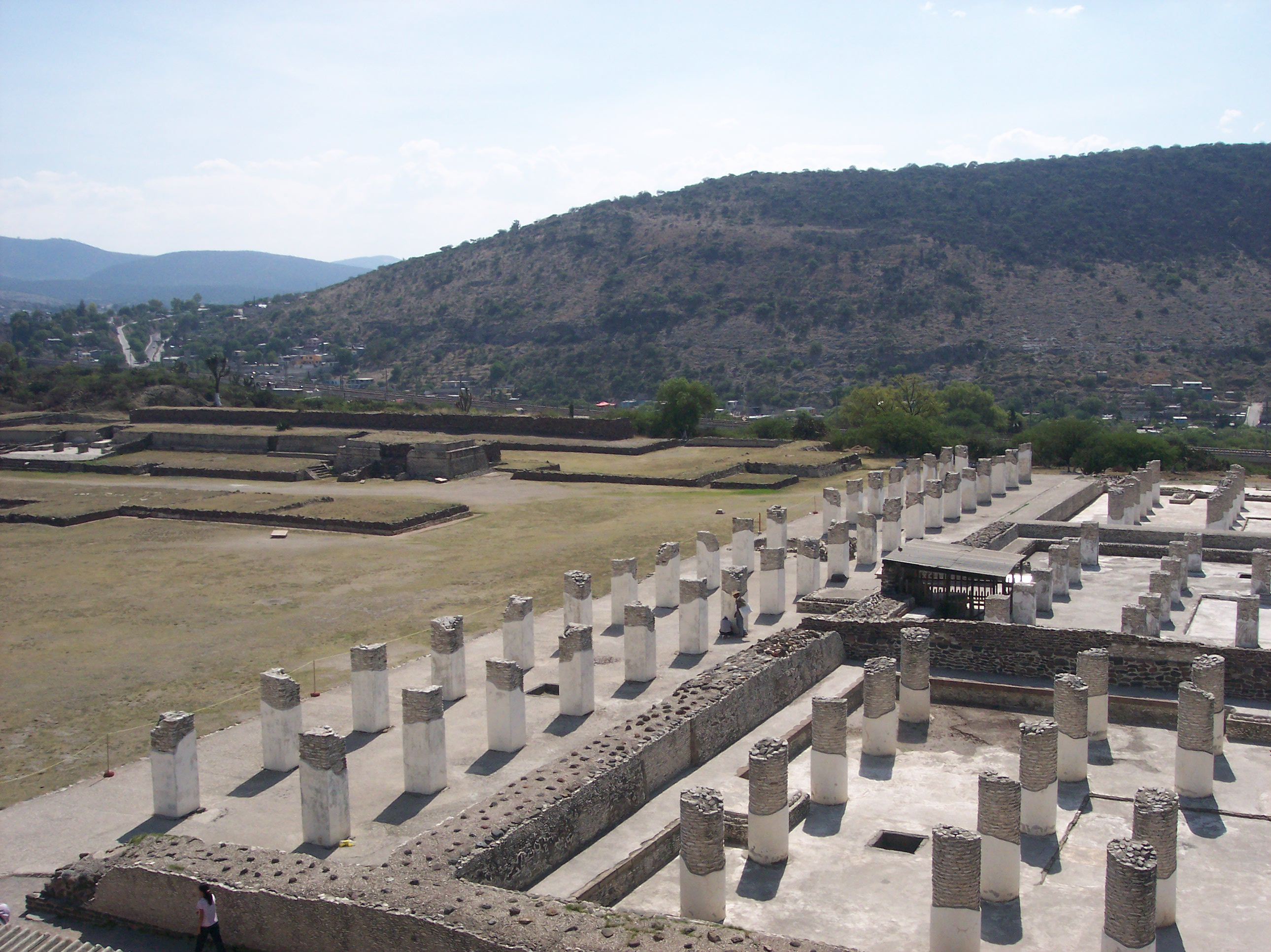
Antic lloc mexicà Tollan-Xicocotitlan. Ara un jaciment arqueològic.
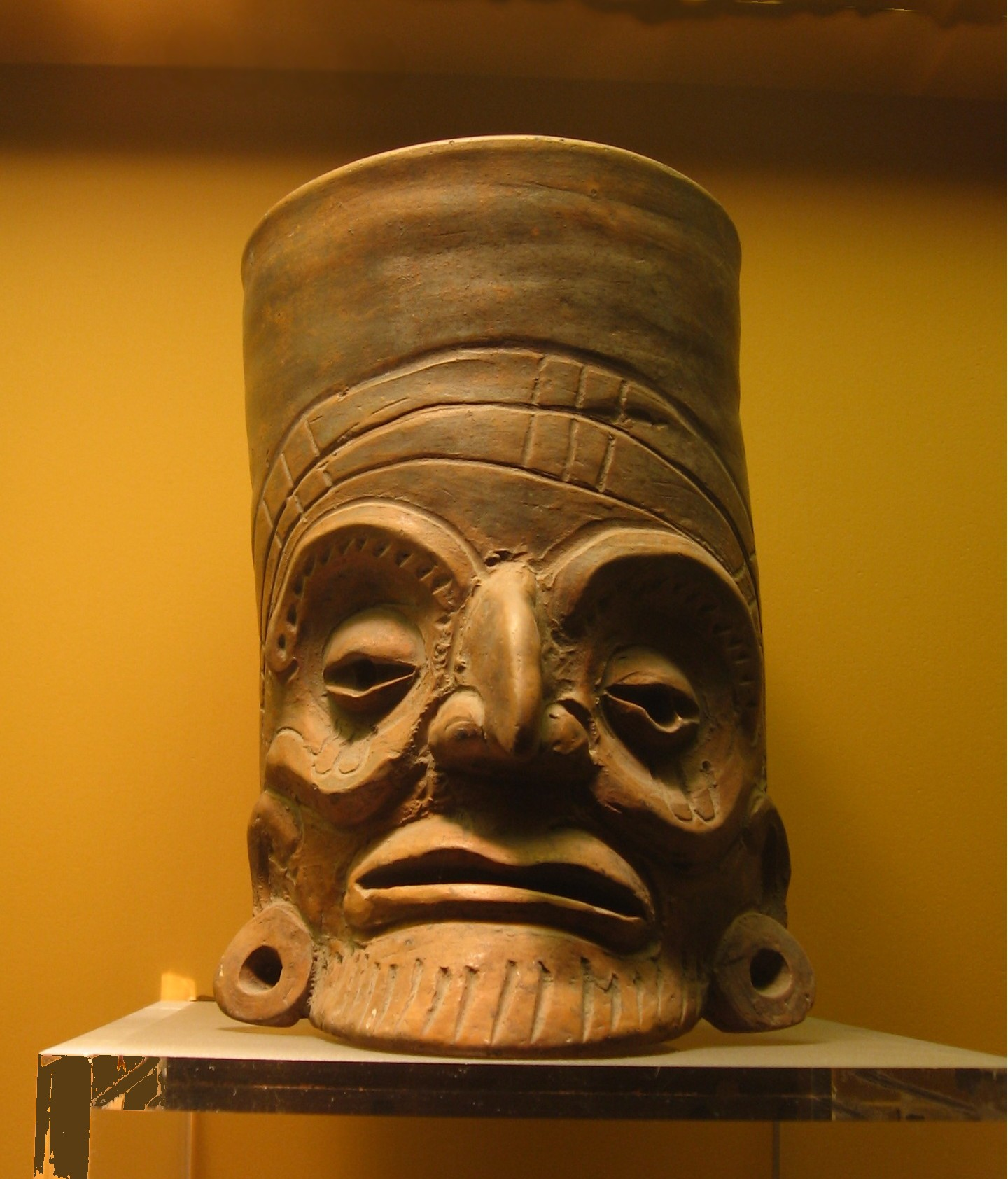
Un expressiu recipient de fang taronja a l'estil tolteca, de la col·lecció American Museum of Natural History.